# أنطوان بيكلير
أنطوان لويس غوستاف بيكلير (17 مارس 1856، باريس - 24 فبراير 1939)، عالم فيروسات ومناعة، تميز أنطوان في علم الأشعة وكان رائداً فيه. وفي عام 1897 أنشأ أول مختبر للأشعة في باريس.